# Chester (distrikt)
Chester var ett distrikt i Cheshire West and Chester enhetskommun i Cheshire grevskap, England. Distriktet hade 118 210 invånare (2001).

## Civil parishes
- Agden, Aldersey, Aldford, Ashton, Bache, Backford, Barrow, Barton, Beeston, Bickley, Bradley, Bridge Trafford, Broxton, Bruen Stapleford, Buerton, Burton, Burwardsley, Caldecott, Capenhurst, Carden, Caughall, Chester Castle, Chidlow, Chorlton, Chorlton-by-Backford, Chowley, Christleton, Church Shocklach, Churton By Aldford, Churton By Farndon, Churton Heath, Claverton, Clotton Hoofield, Clutton, Coddington, Cotton Abbotts, Cotton Edmunds, Crewe by Farndon, Croughton, Cuddington, Dodleston, Duckington, Duddon, Dunham-on-the-Hill, Eaton, Eccleston, Edge, Edgerley, Elton, Farndon, Foulk Stapleford, Golborne Bellow, Golborne David, Grafton, Great Boughton, Guilden Sutton, Hampton, Handley, Hapsford, Harthill, Hatton, Hockenhull, Hoole Village, Horton-by-Malpas, Horton-cum-Peel, Huntington, Huxley, Iddinshall, Kelsall, Kings Marsh, Larkton, Lea Newbold, Lea-by-Backford, Ledsham, Little Stanney, Littleton, Lower Kinnerton, Macefen, Malpas, Marleston-cum-Lache, Mickle Trafford, Mollington, Moston, Mouldsworth, Newton By Malpas, Newton-by-Tattenhall, Oldcastle, Overton, Picton, Poulton, Prior's Heys, Puddington, Pulford, Rowton, Saighton, Saughall, Shocklach Oviatt, Shotwick, Shotwick Park, Stockton, Stoke, Stretton, Tarvin, Tattenhall, Thornton-le-Moors, Threapwood, Tilston, Tilstone Fearnall, Tiverton, Tushingham cum Grindley, Upton-by-Chester, Waverton, Wervin, Wigland, Willington, Wimbolds Trafford, Woodbank och Wychough.[2]